# Lijst van gemeenten in het departement Hautes-Alpes

Gemeenten in Hautes-Alpes

Hieronder volgt een lijst van de 172 gemeenten (communes) in het Franse departement Hautes-Alpes (departement 5).

## A
Abriès
- Aiguilles
- Ancelle
- Antonaves
- L'Argentière-la-Bessée
- Arvieux
- Aspremont
- Aspres-lès-Corps
- Aspres-sur-Buëch
- Avançon

## B
Baratier
- Barcillonnette
- Barret-sur-Méouge
- La Bâtie-Montsaléon
- la Bâtie-Neuve
- la Bâtie-Vieille
- la Beaume
- le Bersac
- Bréziers
- Briançon
- Bruis
- Buissard

## C
Ceillac
- Cervières
- Chabestan
- Chabottes
- Champcella
- Champoléon
- Chanousse
- la Chapelle-en-Valgaudémar
- Châteauneuf-de-Chabre
- Châteauneuf-d'Oze
- Châteauroux-les-Alpes
- Châteauvieux
- Château-Ville-Vieille
- Chauffayer
- Chorges
- Les Costes
- Crévoux
- Crots

## D
Le Dévoluy

## E
Embrun
- Éourres
- L'Épine
- Esparron
- Espinasses
- Étoile-Saint-Cyrice
- Eygliers
- Eyguians

## F
la Fare-en-Champsaur
- la Faurie
- Forest-Saint-Julien
- Fouillouse
- Freissinières
- la Freissinouse
- Furmeyer

## G
Gap
- le Glaizil
- la Grave
- Guillestre

## H
la Haute-Beaume

## J
Jarjayes

## L
Lagrand
- Laragne-Montéglin
- Lardier-et-Valença
- Laye
- Lazer
- Lettret

## M
Manteyer
- Méreuil
- Molines-en-Queyras
- Monêtier-Allemont
- le Monêtier-les-Bains
- Montbrand
- Montclus
- Mont-Dauphin
- Montgardin
- Montgenèvre
- Montjay
- Montmaur
- Montmorin
- Montrond
- la Motte-en-Champsaur
- Moydans

## N
Neffes
- Névache
- Nossage-et-Bénévent
- le Noyer

## O
Orcières
- Orpierre
- les Orres
- Oze

## P
Pelleautier
- Pelvoux
- la Piarre
- le Poët
- Poligny
- Prunières
- Puy-Saint-André
- Puy-Saint-Eusèbe
- Puy-Saint-Pierre
- Puy-Saint-Vincent
- Puy-Sanières

## R
Rabou
- Rambaud
- Réallon
- Remollon
- Réotier
- Ribeyret
- Ribiers
- Risoul
- Ristolas
- Rochebrune
- la Roche-de-Rame
- la Roche-des-Arnauds
- la Rochette
- Rosans
- Rousset

## S
Saint-André-d'Embrun
- Saint-André-de-Rosans
- Saint-Apollinaire
- Saint-Auban-d'Oze
- Saint-Bonnet-en-Champsaur
- Saint-Chaffrey
- Saint-Clément-sur-Durance
- Sainte-Colombe
- Saint-Crépin
- Saint-Étienne-le-Laus
- Saint-Eusèbe-en-Champsaur
- Saint-Firmin
- Saint-Genis
- Saint-Jacques-en-Valgodemard
- Saint-Jean-Saint-Nicolas
- Saint-Julien-en-Beauchêne
- Saint-Julien-en-Champsaur
- Saint-Laurent-du-Cros
- Saint-Léger-les-Mélèzes
- Sainte-Marie
- Saint-Martin-de-Queyrières
- Saint-Maurice-en-Valgodemard
- Saint-Michel-de-Chaillol
- Saint-Pierre-d'Argençon
- Saint-Pierre-Avez
- Saint-Sauveur
- Saint-Véran
- le Saix
- Saléon
- Salérans
- la Salle les Alpes
- la Saulce
- le Sauze-du-Lac
- Savines-le-Lac
- Savournon
- Serres
- Sigottier
- Sigoyer
- Sorbiers

## T
Tallard
- Théus
- Trescléoux

## U
Upaix

## V
Val-des-Prés
- Vallouise
- Vallouise-Pelvoux
- Valserres
- Vars
- Ventavon
- Veynes
- les Vigneaux
- Villar-d'Arêne
- Villar-Loubière
- Villar-Saint-Pancrace
- Vitrolles